# Sophie Bessis
Sophie Bessis (tiếng Ả Rập: صوفي بسيس, 1947) là một nhà sử học, nhà báo, nhà nghiên cứu và tác giả nữ quyền người Pháp gốc Tunisia. Cô đã viết nhiều tác phẩm bằng tiếng Pháp, tiếng Tây Ban Nha và tiếng Anh về sự phát triển ở Maghreb và thế giới Ả Rập, cũng như tình trạng phụ nữ tố cáo hình phạt tù mà họ phải chịu. Bà là người nhận giải thưởng văn học Paris Liège và được vinh danh là Tư lệnh của Cộng hòa.
Một học giả lịch sử và cựu tổng biên tập của tạp chí hàng tuần Jeune Afrique, cô hiện là cộng tác viên nghiên cứu tại Viện Quan hệ Chiến lược và Quốc tế (IRIS) tại Paris và Phó Tổng thư ký Liên đoàn Quyền Quốc tế (FIDH). Bà đã giảng dạy nền kinh tế chính trị phát triển tại Khoa Khoa học Chính trị tại Sorbonne và tại Học viện quốc gia des langues et các nền văn minh định hướng (INALCO). Cô là một nhà tư vấn cho UNESCO và UNICEF, đã thực hiện nhiều nhiệm vụ ở Châu Phi.

## Tiểu sử
Sophie Bessis sinh ra ở Tunis, năm 1947. Gia đình cô là một phần của tầng lớp trung lưu Do Thái. Cô là con gái của nhà sử học, giáo sư và nhà nghiên cứu Juliette Bessis, người chuyên về Maghreb và là một chiến binh Cộng sản; và Aldo Bessis, một thành viên công đoàn của Liên minh syndicale des travailleurs de Tunisie và một chuyên gia của Tổ chức Lương thực và Nông nghiệp (FAO).
Bessie chuyển đến Pháp năm 1975, nơi cô học lịch sử, và làm việc một thời gian với tư cách là một nhà báo. Một chuyên gia lịch sử, cô là cựu biên tập viên của tuần, Jeune Afrique. Bà là giáo sư kinh tế chính trị phát triển thuộc khoa khoa học chính trị tại Sorbonne và INALCO. Là cố vấn cho UNESCO và UNICEF, cô đã tham gia vào nhiều nhiệm vụ ở Châu Phi. Bà là giám đốc nghiên cứu tại Viện Quan hệ Chiến lược và Quốc tế (IRIS) của Paris và Phó tổng thư ký Liên đoàn Nhân quyền Quốc tế (FIDH).
Bessis là tác giả của nhiều tác phẩm bao gồm tiểu sử của Habib Bourguiba với Souhayr Belhassen. Năm 2007, bà đã xuất bản " Los árabes, las teeses y la Libertad " ("Ả Rập, phụ nữ và tự do") đánh giá sự kế thừa của các nhà cải cách Ai Cập đầu thế kỷ XX, hay Bourguiba, ban hành luật năm 1956. người Tunisia và phân tích những thay đổi của xã hội Ả Rập và sự thất vọng của việc hiện đại hóa được thực hiện tồi tệ liên quan đến sự phát triển của những người Hồi giáo và trở lại một bản sắc chỉ dựa trên chuẩn mực tôn giáo. Bessis tố cáo hình phạt tù danh tính mà phụ nữ phải chịu ở đất nước họ và trong thế giới Ả Rập. Vào năm 2017, cô đã xuất bản Les Valeureuses ou Cinq Tunisiennes dans l'Histoire, trong đó cô minh chứng câu chuyện về những người phụ nữ chủ chốt ở Tunisia, người được biết đến với cái tên D'Elissa, công chúa Phoenician sáng lập của Carthage (còn gọi là Didon) Ca sĩ và nữ diễn viên Do Thái Habiba Msika, người nổi bật trong thập niên 1920, hay Aïcha Sayida Manoubia, "vị thánh tự do" của thế kỷ thứ mười ba được công nhận bởi truyền thống Sufi, Aziza Othmana, công chúa huyền thoại Tunisia-Ottoman của thế kỷ XVII, hay nhà nữ quyền Habiba Menchari có hội nghị vào tháng 1 năm 1929 chống lại việc sử dụng tấm màn che đã gây sốc cho Habib Bourguiba.
Năm 2017, Bessis tuyên bố quyên góp thư viện của cha mẹ cô, một bộ sưu tập sách và báo về lịch sử Tunisia và Maghreb, cho Thư viện Quốc gia Tunis.

## Giải thưởng
- 2015, giải thưởng văn học Paris Liège cho La Double bế tắc: l'universel à l'épreuve des fondaturalismes religieux et marowder. [8]
- 2016, Commandeur de l'Ordre de la République.[9]

## Tác phẩm được chọn

### Ở Pháp
- Alimentaire, Paris, Maspero, 1979 ( ISBN 978-2-707-11109-8
- La Dernière Frontière: les tiers-mondes et la lềuation de l'Occident, Paris, Jean-Claude Lattès, 1983 (chú ý BnF n o FRBNF34725538)
- Femmes du Maghreb l'enjeu, Paris, Jean-Claude Lattès, 1983 (ISBN 978-2-709-61121-3)
- Habib Bourguiba: biographie en deux tập, Paris, Jeune Afrique, 1988; cây lau. Elyzad, Tunis, 20124
- Mille et une bouches, Paris, Autrement, 1995 (ISBN 978-2-862-60528-9)
- L'Occident et les Autres: histoire d'une suprématie, Paris, La Découverte, 2003 (ISBN 978-2-707-14255-9)
- Les Arabes, les femmes, la Liberté, Paris, Albin Michel, 2007
- Dedans, deologists, Tunis, Elyzad, 2010 (ISBN 978-9-973-58028-3)
- La đôi bế tắc: l'universel à l'épreuve des fondaturalismes religieux et marowder, Paris, La Découverte, coll. «Cahiers libres», 2014 (ISBN 978-9-973-58028-3)
- Les Valeureuses: cinq Tunisiennes dans l'histoire, Tunis, Elyzad, 2017 (ISBN 978-9-973-58090-0)

### Trong tiếng Tây Ban Nha
- Soones del Magreb, lo que está en juego (1994) Biên tập Horas y horas
- El hambre en el mundo (1994)
- Sự kiện y los otros: historia de una supremacía. (2002) Biên tập Alianza
- Las nổiencias del mundo: economía, poder Sửaidad (2005) Nobel
- Los árabes, las teeses, la Libertad (2007) Alianza Biên tập
- Soon y familia en las sociedades árabes factes. (2010) Biên tập Bellaterra

### Bằng tiếng Anh
- Di sản bình đẳng cho con gái là chìa khóa để trao quyền cho phụ nữ Tunisia [10]